# Fehér Tigris (Marvel Comics)
White Tiger egy identitás amit használt több kitalált karakter a Marvel Comics-ban. Az összes ember, akik magukat White Tiger-nek adták ki különleges képességekkel rendelkeztek. Ezt az erőt a Jáde-Tigris amulettnek köszönhették.

## Fehér Tigris (karakter)
White Tiger egy identitás amit használt több kitalált karakter a Marvel Comics-ban
Az összes ember, akik magukat White Tiger-nek adták ki különleges képességekkel rendelkeztek.
Ezt az erőt a Jáde Tigris amulettnek köszönhették.

## Hector Ayala - El Tigre Blanco
Az első White Tiger ( Hector Ayala ) képzett harcművész Bill Mantlo író és George Pérez művész műve a Marvel magazin-ban, Elsőként "The Deadly Hands of Kung Fu #19 (1975)". Hector Ayala San Juan , Puerto Rico-ban született. Az alteregója, harcolt bűn ellen, összeállt más hősökkel, beleértve a Daredevil és Pókember. Sok év után a bűnözés elleni harcban, majdnem megölték, miután a titkos identitását nyilvánosságra hozta LightMaster. Lelkileg és fizikailag is rabjává vált a Tigris amulettnek, Ayala visszavonult. De egy idő után a vágy, hogy felvegye az amulettet és harcoljon a gonosszal túl erős, és Hector ismét a FehérTigris. Nem sokkal később, Hector egy gyilkosságba keveredett és elítélték erőfeszítései ellenére is. Ügyvédje Matt Murdock (Daredevil). Lelőtték, mikor menekülni próbált, röviddel azelőtt, hogy a felmerült bizonyítékok bizonyították az ártatlanságát.

### Rokonai/Családja
Szülei: Nestor Ayala és Maria Ayala

Testvérei: Filippo Ayala(drogos testvére), Ailda Ayala-Del Toro(húga) Ava Ayala (nővére)

Lánya: Ava Ayala 

Unokahúga: Angela Del Toro

Felesége: Soledad Ayala

## White Tiger (Evolved Tiger/Uplifted Tigres)
A második White Tiger a "Heroes for Hire"-ben egy Kelet-indiai származású nő (valódi neve ismeretlen)

## Kasper Cole
A harmadik White Tiger (Kevin "Kasper" Cole), egy  zsidó / afro-amerikai örökségű rendőr. Később a Fekete Párduc amikor megtalálta T'Challa jelmezét.

## Angela Del Toro
A negyedik White Tiger (Angela Del Toro)

## Ava Ayala
A ötödik White Tiger (Ava Ayala), Hector Ayala lánya.